# Alzina reclamadora

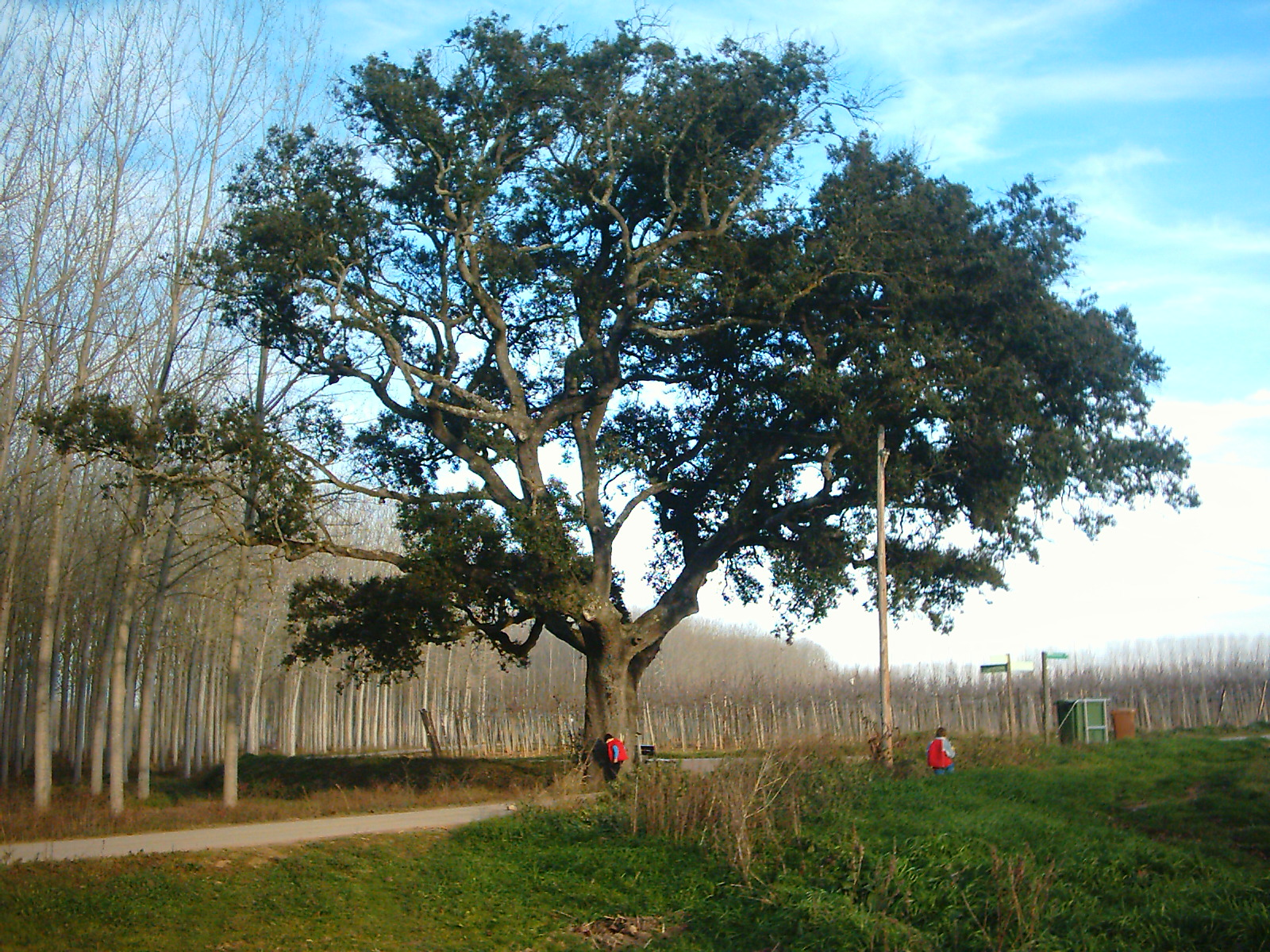
Alzina de la Cànova

L'alzina reclamadora era un tipus d'alzina que antigament s'utilitzava com a parany per a caçar ocells. Constava d'una gran alzina, generalment isolada enmig dels camps, a la qual, mitjançant podes adequades i la col·locació de pesos a les branques baixes, se li conferia forma de campana, deixant certes obertures al brancatge.

El procediment de captura de les aus consistia a recobrir les branques interiors amb alguna substància enganxifosa, generalment extracte de vesc, i el reclam realitzat per algú situat dins l'alzina. Les aus entraven per les obertures del brancatge i quedaven impregnades de la substància enganxifosa, que els impedia alçar de nou el vol i queien a terra, on eren atrapades.

Es conserven encara algunes alzines reclamadores, com les dues de Fontcoberta (Pla de l'Estany) o l'Alzina de la Cànova, a Bordils (Gironès).